# José Octávio de Freitas
José Octávio de Freitas (Teresina, 24 de fevereiro de 1871 – Recife, 26 de janeiro de 1949) foi um médico brasileiro.

## Vida
Filho do desembargador José Manoel de Freitas e de Teresa Carolina da Silva Freitas, nasceu em Teresina em 24 de fevereiro de 1871.
Seu primeiro professor foi um escravo, de nome Antônio.
Mudou-se aos 9 anos para o Recife e, aos 11 anos, foi para o São Luís porque seu pai foi assumir a presidência do Maranhão.
Desenvolveu seus estudos em São Luís, onde também aprendeu Artes gráficas no periódico O País
Seguindo o pai, que seria governador de Pernambuco, mudou-se para o Recife.
No Recife, estudou Direito, na Faculdade de Direito do Recife.
Fez Medicina na Faculdade de Medicina da Bahia.
Com ideias renovadoras, participou de movimentos abolicionista e republicano.
Foi redator da Gazeta Acadêmica da Bahia.
Fundou o Clube Republicano da Faculdade de Medicina.
Voltando ao Recife, exerceu suas atividades profissionais como médico, no Hospital Pedro II, além de redator e editor,  quando publicou o Anuário de Estatística Demográfico-Sanitária da Cidade do Recife.
Viajou para a Europa, onde estudou microbiologia no Instituto Pasteur.
No Recife, exerceu as seguintes atividades:
- Fundou, em 1900, a Liga Pernambucana Contra a Tuberculose;[3]
- Reorganizou a Sociedade de Medicina de Pernambuco;
- Instalou o primeiro laboratório de análises do Recife;
- Organizou o Primeiro Congresso Médico de Pernambuco;
- Fundou a Faculdade de Medicina do Recife;
- Criou o Jornal de Medicina de Pernambuco;
- Criou o Instituto Pernambucano de História da Medicina;
- Presidiu a Liga de Higiene Mental de Pernambuco;
- Foi professor de Microbiologia[nota 1] nas faculdades de Farmácia, Odontologia e Medicina, sanitarista, administrador de saúde pública[3], escritor, jornalista.

Solicitou sua inclusão como membro correspondente da Academia Nacional de Medicina em 1913,. Foi eleito membro honorário em 25 de outubro de 1934, tomando posse em 10 de junho de 1937. É o patrono da Cadeira 55.
Publicou
- Os nossos médicos e a nossa medicina;
- Problemas médicos;
- Meus doentes e meus clientes;
- Dietas e remédios;
- Higiene rural;
- Medicina e costumes do Recife antigo;
- Lições de microbiologia;
- Os animais na história e na higiene;
- Doenças africanas no Recife;
- Clima e mortalidade.